# Pushed Again
Pushed Again ist ein englischsprachiger Rocksong der Musikgruppe Die Toten Hosen. Die Musik stammt von Michael Breitkopf. Der Text, in dem es um Unterdrückung und den Wunsch nach Selbstbestimmung geht, ist eine Zusammenarbeit von Campino und dem englischen Musiker T. V. Smith. Der Song wurde von Jon Caffery produziert und vom Label JKP am 5. Januar 1998 erstmals als Single veröffentlicht. Der Titel platzierte sich auf Platz vier der deutschen, auf Platz zwanzig der österreichischen und auf Platz zehn der Schweizer Hitparade.

## Entstehung
Pushed Again entwickelten Die Toten Hosen im Frühjahr 1997 während einer Konzertreise in Argentinien. Unter dem Namen My Head stellte die Band die Urfassung des Songs am 28. Juni 1997 bei ihrem 1000. Konzert im ausverkauften Düsseldorfer Rheinstadion vor. Bei diesem Jubiläumskonzert erstickte im Gedränge vor der Bühne ein sechzehnjähriges Mädchen aus den Niederlanden. Danach zogen sich Die Toten Hosen vorläufig aus der Öffentlichkeit zurück.
Bevor sie als Mitwirkende der Vans Warped Tour im Januar 1998 in Neuseeland, Australien, Japan und den USA erstmals wieder für vierzehn Konzerte, vor überschaubarem Publikum, auftraten, erschien am 5. Januar 1998 in Deutschland die Single Pushed Again. Der Text des Liedes war in der Zwischenzeit mit Hilfe von T. V. Smith überarbeitet worden. Das Lied wurde in der Skyline Tonfabrik in Düsseldorf aufgenommen; die Abmischung und das endgültige Mastering fanden im Studio von Dieter Dierks statt. Die Single enthält als weitere Zusammenarbeit mit T. V. Smith den Song Revenge und die beiden deutschsprachigen Lieder Fliegen und Alles ist eins. Der gesamte Tonträger ist Rieke Lax gewidmet, die am 28. Juni 1997 im Rheinstadion verstarb.

## Text
Pushed Again ist aus der Erste-Person-Perspektive heraus verfasst. Das lyrische Ich fühlt sich bedrängt, kann den Druck, der auf ihm lastet, nicht ertragen und will nicht weiter abhängig sein. Laut Campino ist Pushed Again „[…] ein harter Psychosong um einen Typen, der im Krankenhaus liegt und keinen Bock mehr auf sein altes Leben hat.“
Der Song ist nach klassischem Vers-Refrain-Schema gegliedert, wobei die vier Strophen und der Refrain jeweils aus vier Zeilen bestehen, und sich die Schlusssilben des zweiten und vierten Verses reimen (Kreuzreim). Der ersten, zweiten und dritten Strophe ist der Chorus: “I’m feeling pushed again – feeling pushed again.” angehängt.
Der Refrain beginnt immer mit der Frage: “Why can’t you just leave me alone?”, variiert jedoch in den darauf folgenden Zeilen. Der erste Refrain nach der zweiten Strophe endet mit: “Solitude is a faithful friend. Turn the lights off – I’m not home, can’t you see, I don’t need your help?” Bei der Wiederkehr des Refrains nach der dritten Strophe heißt es: “You’re dragging me right to the edge. I’ve got to go when you jerk my rope, I don’t know where the good times went.” und nach der letzten Strophe endet der Refrain mit “Solitude is a faithful friend. I’ll sort my life out on my own, I just want this pressure to end.”
Eine Überleitung zur vierten Strophe, in der es heißt: “It’s getting more than I can take, it’s like a band tightening around my head. If you keep pushing, something’s going to break, it’s making me think, I’d be better off dead.” bilden die Sätze: “And I’m sick of this pain in my head. And I’m scared I’m being pushed – being pushed again.” Diese beiden Sätze werden am Ende des Liedes nochmals aufgegriffen und zweimal wiederholt.

## Musik
Bei der ersten Veröffentlichung werden die in der Rockmusik üblichen Instrumente eingesetzt. Die E-Gitarren spielen Michael Breitkopf und Andreas von Holst, den E-Bass spielt Andreas Meurer und Schlagzeuger ist Wolfgang Rohde. Campinos Gesang wird durch die Backing Vocals von T. V. Smith unterstützt. Den Chorus singen die Bandmitglieder gemeinsam.
Das dreieinhalbminütige Lied folgt der Einteilung: Intro, erste und zweite Strophe, erster Refrain, Zwischenspiel, Dritte Strophe, zweiter Refrain, Überleitung, Gitarrensolo, Vierte Strophe, dritter Refrain, Coda. Ein einfaches Riff in E-Moll leitet den Song mit vier Takten ein.

Stimmunggebendes Riff im Intro.

Campino singt danach leise die erste Strophe, die mit den Worten: “Whispering voices in my head, sounds like they're calling my name.” beginnt. Dabei hört man Campinos Stimme vielfach, da die Aufnahme im Tonstudio, mehrfach zeitlich geringfügig verzögert, übereinandergelegt wurde (Automatic Double Tracking). Das Riff aus dem Intro begleitet die Melodiestimme in allen Strophen und bildet auch im Zwischenspiel ein stets wiederkehrendes Motiv.
Bei den letzten vier Takten der Strophen spielt eine zweite E-Gitarre die Akkorde C-Dur und D9, die vom Schlagzeug unterstützt werden. Das Riff wird von einer Strophe zur anderen mit steigender Intensität gespielt, zudem wird es im Laufe des Liedes mit einer zweiten, stärker verzerrten Gitarre gedoppelt. Auch Campinos Gesang wird von einer Strophe zur anderen lauter und aggressiver, unterstützt durch den Chor der gesamten Band.
Das neuntaktige Gitarrensolo, ausgeführt von Andreas von Holst, basiert auf wenigen Tönen, die nach dem Anschlag lange ausklingen. Durch den Echoeffekt, der auf der E-Gitarre liegt, hört man zudem bis zu fünf Wiederholungen der Motive. In der vierten Strophe spielt die Band im Einklang dieselbe Melodie; der Bass eine Oktave tiefer als die Gitarren.
Eine Version von Pushed Again mit akustischen Instrumenten, arrangiert von Hans Steingen entstand unter anderen 2005 für die Reihe MTV Unplugged. Neben den Gitarren, der Bassgitarre und dem Schlagzeug, das inzwischen Vom Ritchie übernommen hatte, wurde die Band bei den Veranstaltungen im Wiener Burgtheater von den Gastmusikern Esther Kim am Klavier und Raphael Zweifel am Cello unterstützt.

## Video
Für das Musikvideo Pushed Again von 1998 schnitt Regisseur Ralf Schmerberg eine Reihe von Szenen zusammen, in denen Menschen getreten, geschlagen und misshandelt werden. Die Bilder stammen aus den Archiven verschiedener Nachrichtensender und zeigen den brutalen Einsatz der Staatsgewalt in verschiedenen Ländern.
Das Video zu Pushed Again – Live ist ein Ausschnitt vom Konzert am 28. August 2009 in der Berliner Waldbühne, das vollständig als DVD veröffentlicht wurde. Regie führte Paul Shyvers.

## Veröffentlichungen
Pushed Again erschien 1998 in Deutschland als Single, und gleichzeitig auf der EP Soul Therapie und 1999 auf dem Album Crash-Landing, die hauptsächlich für die englischsprachigen Länder produziert wurden.
Die Aufnahme befindet sich zudem an erster Stelle der Kompilation Reich & sexy II aus dem Jahre 2002. Eine Interpretation des Stücks mit akustischen Instrumenten wurde auf dem Album Nur zu Besuch aus dem Jahr 2005 veröffentlicht. Weitere Liveversionen des Songs wurden 1999 auf der VHS Die Toten Hosen und die Roten Rosen live 1998 – Wir warten auf’s Christkind, im Jahr 2009 auf dem Album Machmalauter Live und im Jahr 2013 auf dem Doppelalbum Der Krach der Republik herausgebracht. Die Singleauskoppelung Pushed Again – Live erschien als Tonträger ausschließlich als Vinyl-Single in limitierter Auflage. Die DVD Noches como Estas – Live in Buenos Aires aus dem Jahr 2012 enthält ebenfalls eine Version des Liedes.
T. V. Smith, der den Song ebenfalls in sein Repertoire aufnahm, hat ihn als rein akustische Version, produziert von Jon Caffery, auf dem Album Acoustic Sessions Volume 1 im Oktober 2013 veröffentlicht.